# Мој тата, социјалистички кулак
„Мој тата, социјалистички кулак” (словен. Moj ata, socialistični kulak)  је југословенски и словеначки филм први пут приказан 28. октобра 1987. године. Режирао га је Матјаж Клопчич а сценарио је написао Тоне Партљич.

## Улоге
| Глумац          | Улога             |
| --------------- | ----------------- |
| Полде Бибич     | Јоже Малек Отац   |
| Милена Зупанчић | Мимика Малек Мама |
| Иво Бан         | Ванц              |
| Уршка Хлебец    | Олга              |
| Матјаж Партлич  |                   |
| Иван Годнич     |                   |
| Аница Кумер     |                   |
| Антон Петје     | Свештеник         |
| Бране Иванц     |                   |
| Петер Терновшек |                   |

Остале улоге ▼
| Глумац       | Улога |
| ------------ | ----- |
| Владо Новак  |       |
| Бине Матох   |       |
| Соња Блаж    |       |
| Јанез Бермез |       |
| Милена Мухич |       |
| Весна Лубеј  |       |
| Јанез Шкоф   |       |